# Montserrat Puche Díaz
Montserrat Puche Díaz, född 22 maj 1970 i Alcorcón i Madrid, är en spansk tidigare handbollsspelare och senare tränare.

## Klubblagskarriär
Montserrat Puche Díaz spelade för BM Sagunto det mesta av sin karriär. Tidigare hette klubben Mar Valencia. Med det namnet vann hon och klubben EHF Champions League 1997. I juli 2007 skrev hon på för Akaba Bera Bera, 37 år gammal. 1998 till 1999 spelade hon ett år för Elda Prestigio. Hon avslutade sin spelarkarriär i Bera Bera 2008.

## Landslagskarriär
Montserrat Puche Díaz deltog vid OS 1992 i Barcelona, där det spanska laget placerade sig på sjunde plats. Hon deltog även vid Olympiska sommarspelen 2004 i Aten, där det spanska laget nådde kvartsfinal, och placerade sig på sjätte plats i turneringen. Hon var en ledande spelare i det spanska landslaget och 2003 fick hon näst flest röster i omröstningen om världens bästa spelare. Hon har spelat 196 matcher med spanska landslaget och gjort 736 mål.

## Tränarkarriär
Montserrat Puche Díaz karriär som professionell tränare började 2015 när hon tog över tränaruppdraget i Amara Bera Bera. Hon vann sju nationella titlar på tre säsonger i klubben: tre ligatitlar, en Queen's Cup och tre Super Cuper. Under säsongen 2018–2019 tränade hon Castellón Handball men laget blev nedflyttat samma säsong. År 2022 tog hon över som förbundskapten i Irans damlandslag.